# おかげ様で!
『おかげ様で!』（おかげさまで）は、2010年9月18日の15:00 - 16:24 (JST) に中部日本放送（CBC）で放送された単発テレビドラマ。

## 概要
中部日本放送創立60周年、および名古屋青年会議所設立60周年の記念番組として制作されたスペシャルドラマ。EXILEのNAOTOが演じる加藤龍彦と水沢奈子が演じる仲村麻衣のラブコメディである。
地元名古屋出身の堤幸彦が監督を務め、ロケもすべて名古屋で行われた。出演者も主要出演者の中で主人公であるNAOTO以外は愛知県出身者で占め、ロケ地も名古屋テレビ塔や名古屋港水族館、大須など名古屋に住む人間にとってはお馴染みのスポットが数多く登場する。また、主人公の実家で舞台のひとつでもあるきしめん屋の壁にはドラゴンズグッズが飾られており、メニューにもドラゴンズの選手の名前を付けるなど、名古屋色が強いものとなっている。
このほか、エンドロールに表示される番組関係者の名前を出身地別に赤・名古屋人、黄・愛知県出身者、青・東海人、白・無関係に色分けするなど、最後まで地元を意識した作りとなっている。
もともと東海ローカルでの放送だったが、全国向けではTBSチャンネルで2012年4月11日未明（10日深夜）0:40 - 2:00に初放送。その後も適宜リピート放送が行われている。一例として、出演者の松井玲奈が2015年8月31日をもってSKE48を卒業したのに合わせ、現在のTBSチャンネル1で同年8・9月に数回のリピート放送が実施された。

## キャスト
- 加藤竜彦 - NAOTO（EXILE）
- 仲村麻衣 - 水沢奈子
- 加藤太一 - 多田木亮佑
- 加藤佳織 - 松井玲奈（出演当時SKE48）
- 仲村遥 - 戸田恵子

## スタッフ
- 監督・ディレクター - 堤幸彦
- 脚本 - 堤幸彦、中内こもる
- 音楽 - 近藤由紀夫
- プロデューサー - 服部恒明、長坂信人ほか

## 主題歌
- オープニング
  - MASH 『so long』
- エンディング
  - MASH 『夢追いの地図をひろげて』
- 挿入歌
  - いとうたかお 『こころのままに』